# Бабиндуб
Бабиндуб (Бабин Дуб) је насељено мјесто у саставу града Задра, у Равним Котарима, Задарска жупанија, Република Хрватска.

## Географија
Налази се 7 километара југоисточно од центра Задра.

## Историја
Бабиндуб се од 1991. до јануара 1993. године налазио у Републици Српској Крајини.

## Становништво
Насеље је према попису становништва из 2011. године имало 31 становника.

## Попис 1991.
На попису становништва 1991. године, насељено мјесто Бабиндуб је имало 33 становника, сљедећег националног састава:
| Попис 1991.‍ | Попис 1991.‍ | Попис 1991.‍ | Попис 1991.‍ | Попис 1991.‍ |
| ----------- | ----------- | ----------- | ----------- | ----------- |
|             |             |             |             |             |
| Хрвати      | Хрвати      |             | 25          | 75,76%      |
| Срби        | Срби        |             | 3           | 9,09%       |
| остали      | остали      |             | 5           | 15,15%      |
| укупно: 33  |             |             |             |             |